# Neoclassicismo
(Mario Praz)

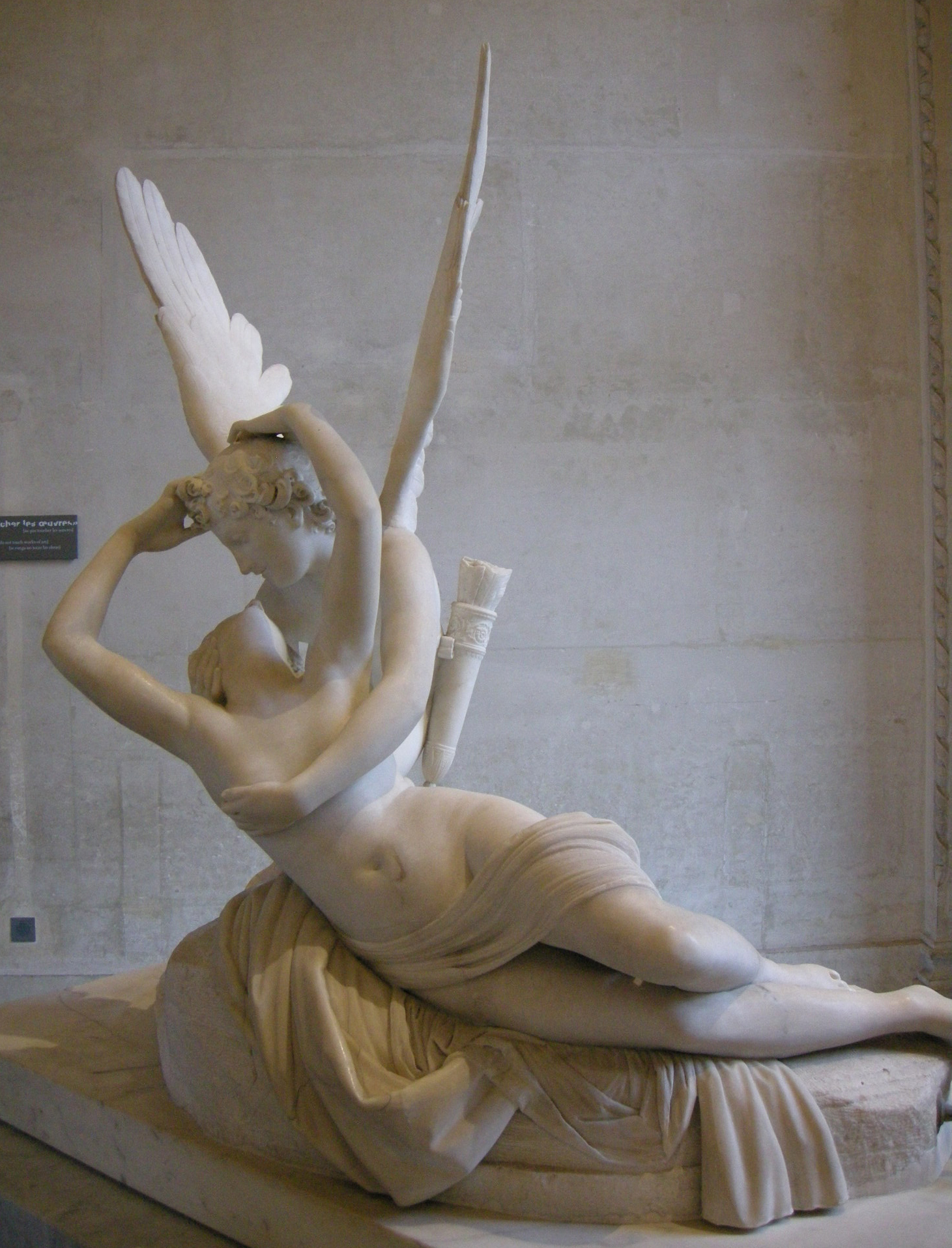
LAmore e Psiche di Antonio Canova.

Il Neoclassicismo è una tendenza artistica e letteraria a cavallo tra il '700 e l'800. Nata come reazione al tardo barocco e al rococò e ispiratasi all'arte antica, in particolar modo quella greco-romana, fu variamente caratterizzata, ma ben riconoscibile nelle varie arti, nella letteratura, in campo teatrale, musicale e nell'architettura.

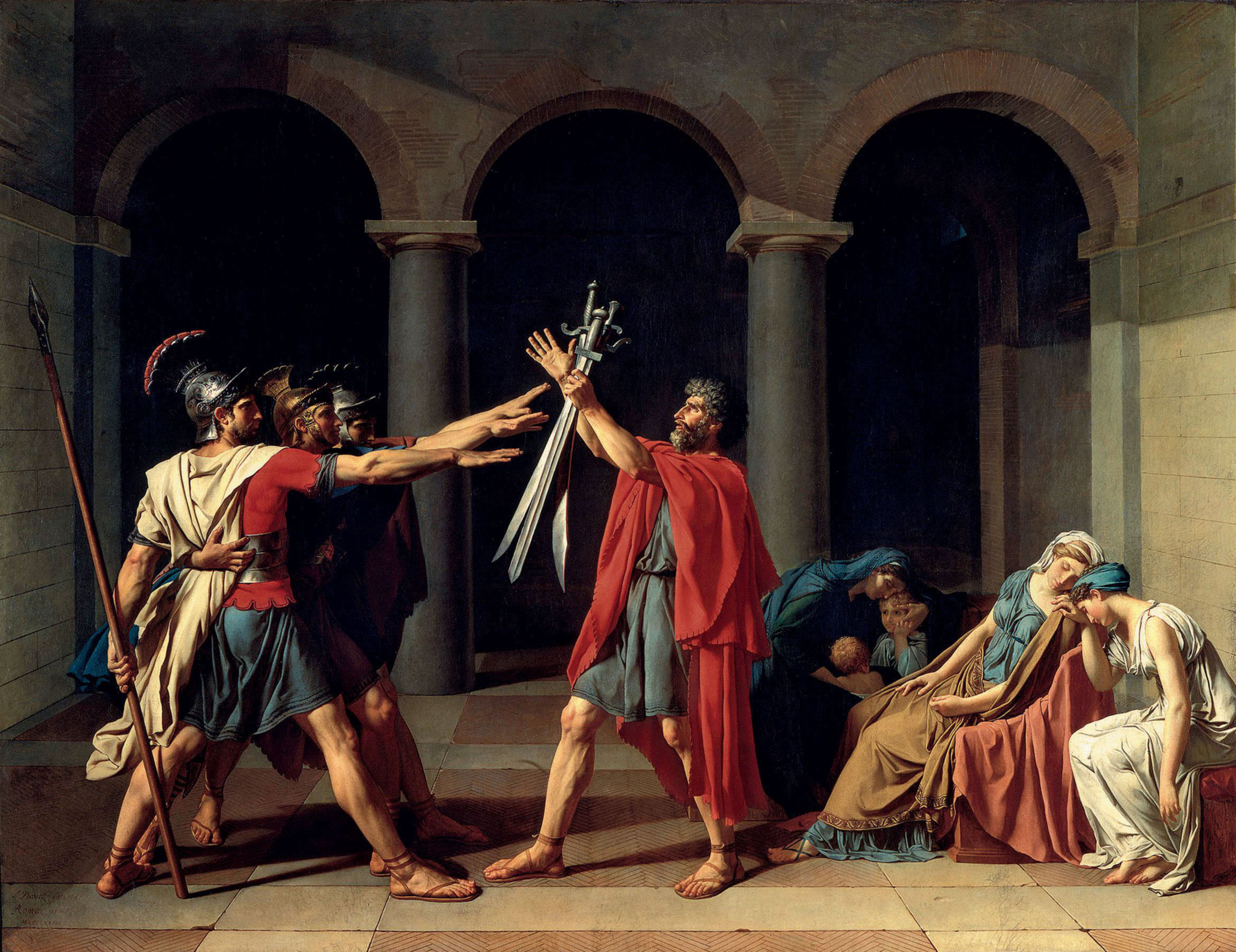
Il dipinto Il giuramento degli Orazi (1784) di Jacques-Louis David è considerato uno dei più famosi dipinti neoclassici.

La sua teorizzazione prese vita a Roma con gli scritti dell'archeologo e storico dell'arte Johann Joachim Winckelmann e del pittore e storico dell'arte Anton Raphael Mengs, mentre la costituzione di tale modello si ebbe soprattutto grazie alle scoperte e agli scavi delle antiche città di Ercolano e Pompei, alla formazione dell'archeologia come scienza e alla diffusione di pubblicazioni sulle antichità greche.
Sotto il pontificato di Pio VI nella città eterna dominava quindi un'esaltazione classicista che si esprimeva in un gusto monumentale e fastoso con l'illusione «di un nuovo Rinascimento alla Roma dei papi e, nel contempo, a celare dietro una splendida facciata i problemi reali dello Stato, dall'arretratezza economica, al disordine amministrativo, al nepotismo, alla fame e alle piaghe popolari». Secondo Carlo Muscetta  «Winkelman e Mengs, l'abate Zanotti e l'abate MIlizia furono i teorici di questo classicismo o piuttosto controclassicismo, archeologico e platonizzante, destinato ad edulcorare il neoclassicismo di contenuto illuministico e a ostacolare il progresso verso un'arte moderna».

## Architettura e arti visive

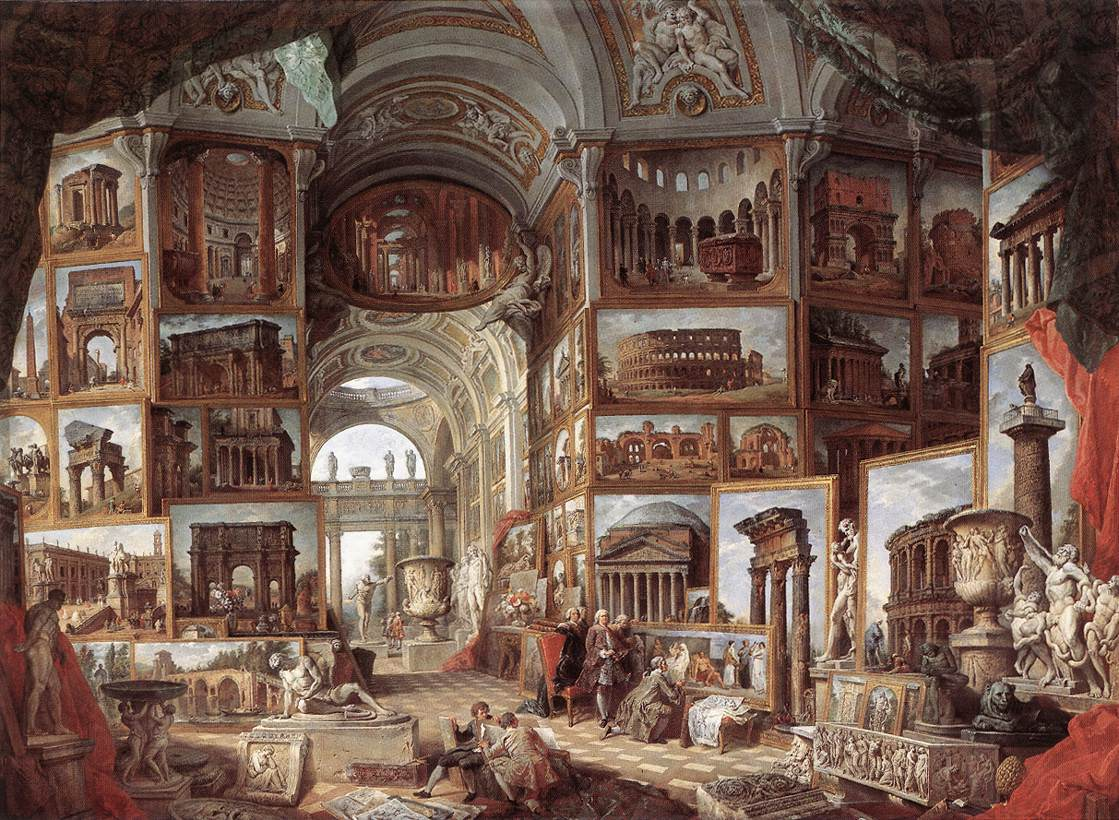
Classicismo tardo barocco: G. P. Pannini assembla i canoni delle rovine e delle sculture romane in una vasta e immaginaria galleria (1756).

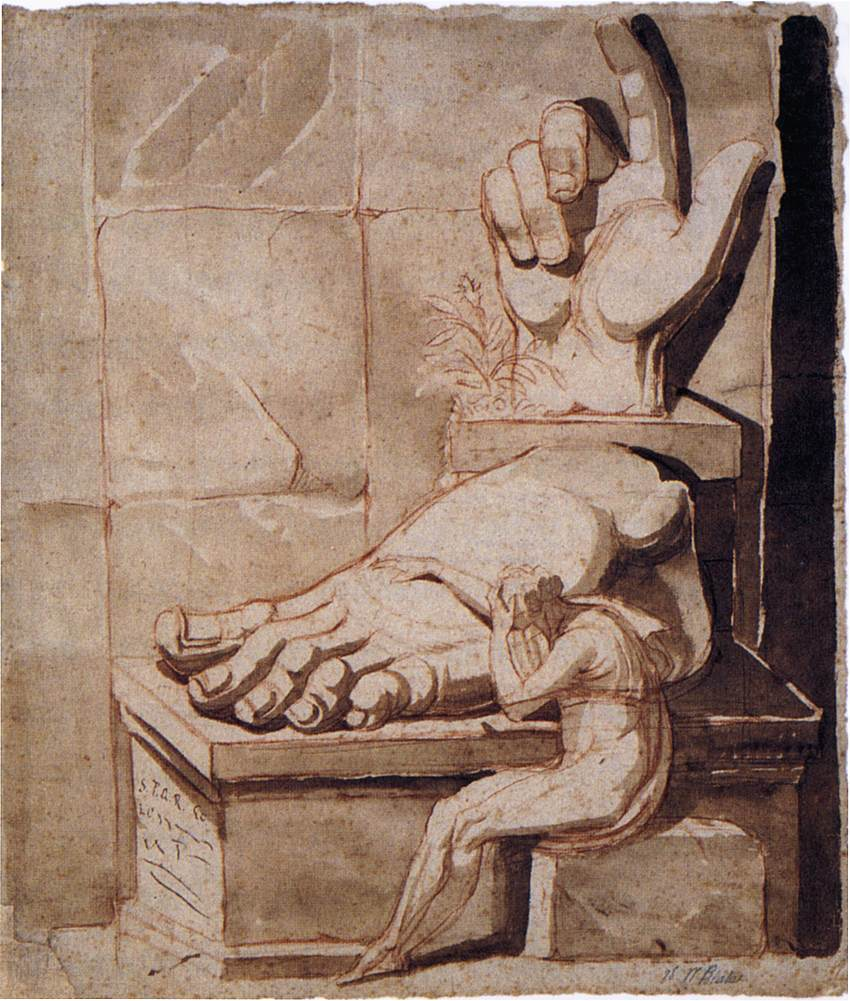
Johann Heinrich Füssli: La disperazione dell'artista davanti all'imponenza dei frammenti antichi (1778-1779), Milano, Civica raccolta delle stampe Achille Bertarelli. Nell'acquerello, l'artista esprime la dolorosa consapevolezza dell'impossibilità di ricostruire l'antica statua di Costantino.

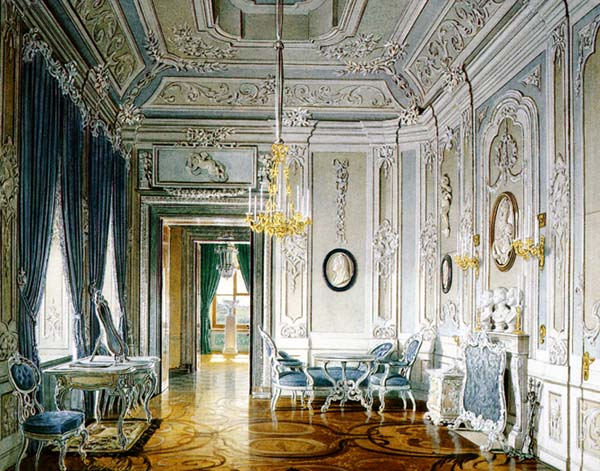
Un capolavoro dell'arte italiana trasferito in Russia: il vestibolo del Palazzo Gatčina visto da un allievo di Luigi Vanvitelli, Antonio Rinaldi, 1770 circa.

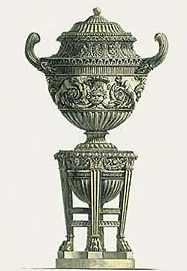
Giovanni Battista Piranesi: disegno per un vaso, 1780 circa, Roma.

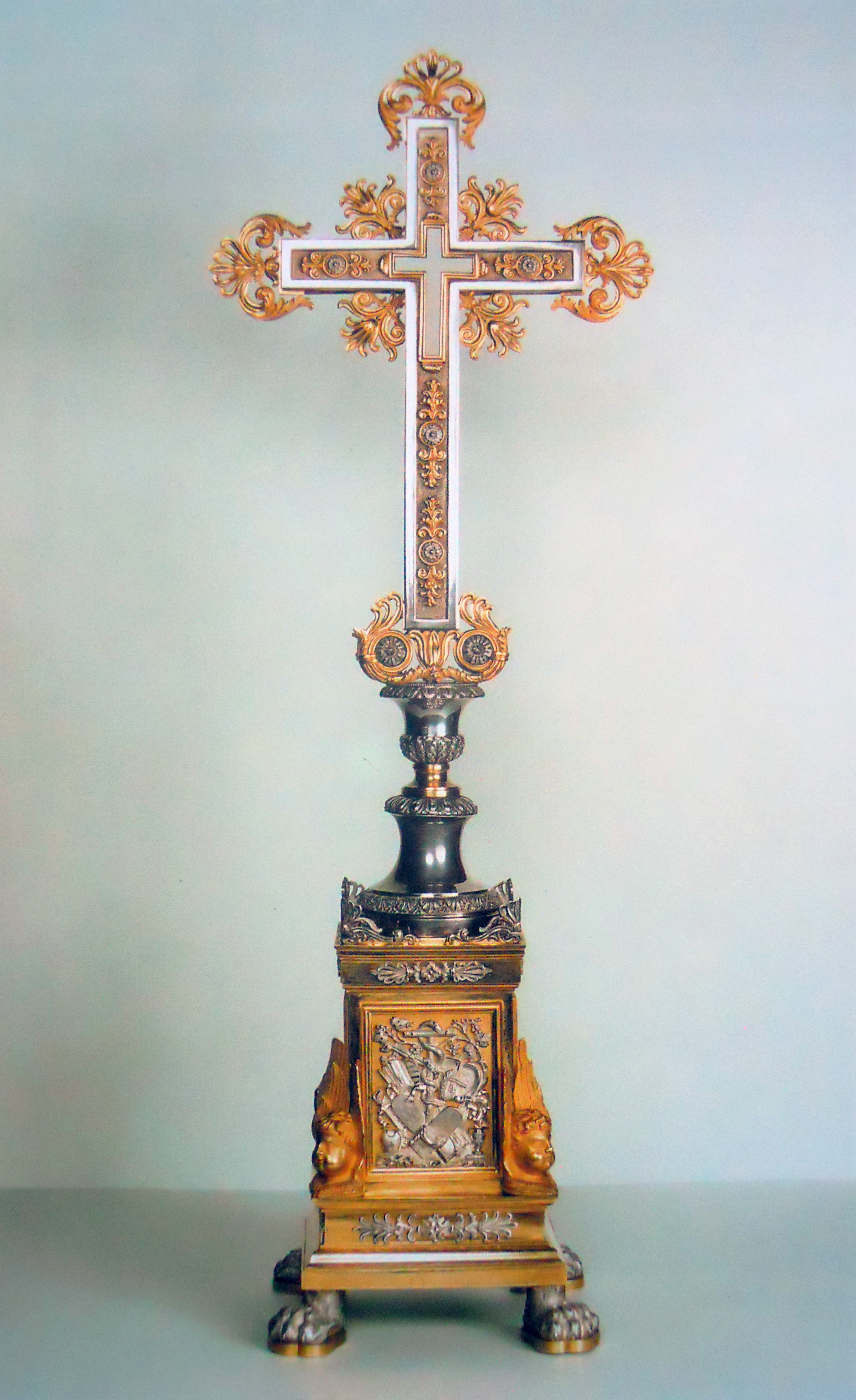
Antonio Pedrina, reliquiario della Croce del vescovo Zane, 1841.

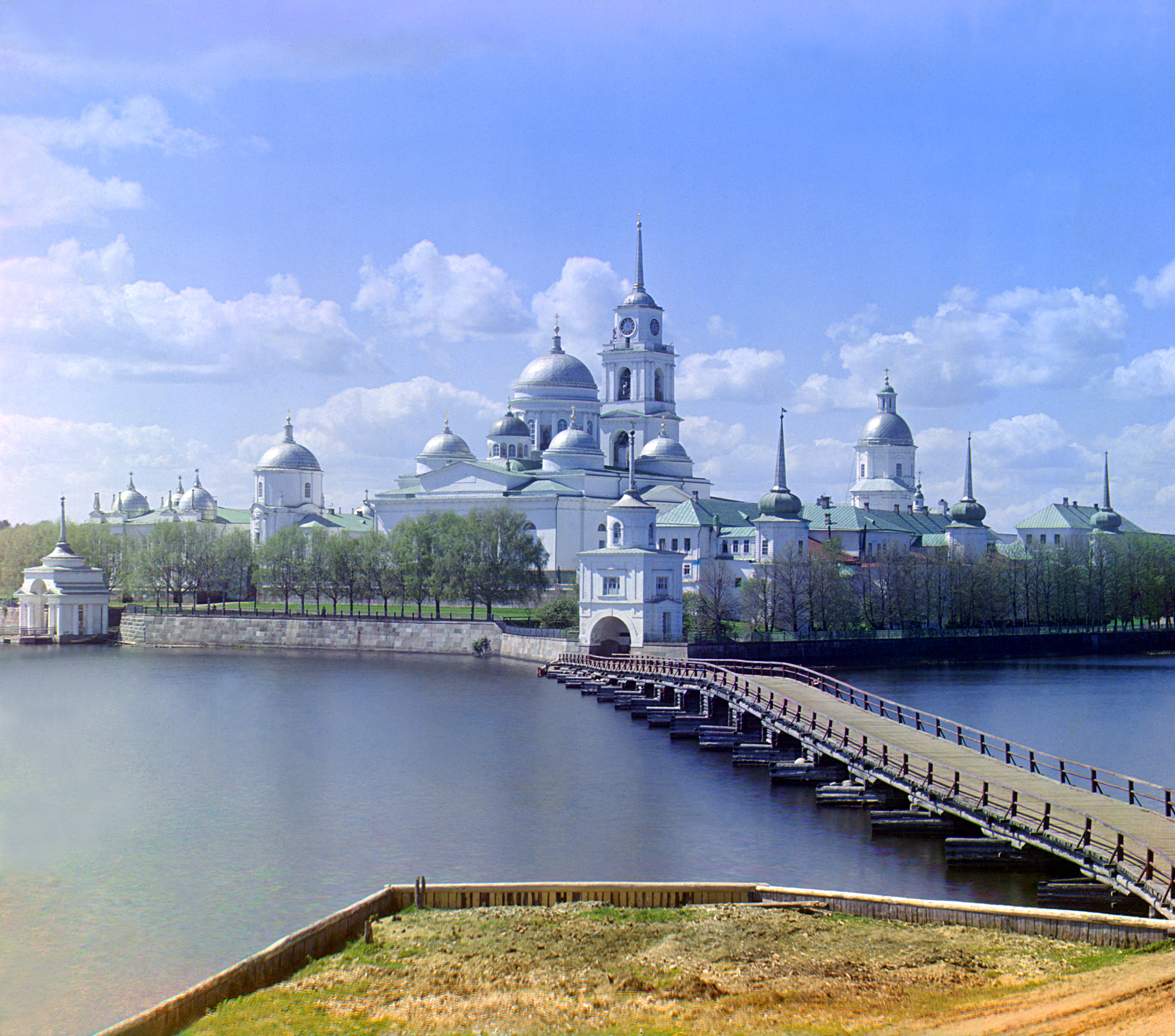
Un monastero vicino a Ostaškov in Russia (fotografia del 1910).

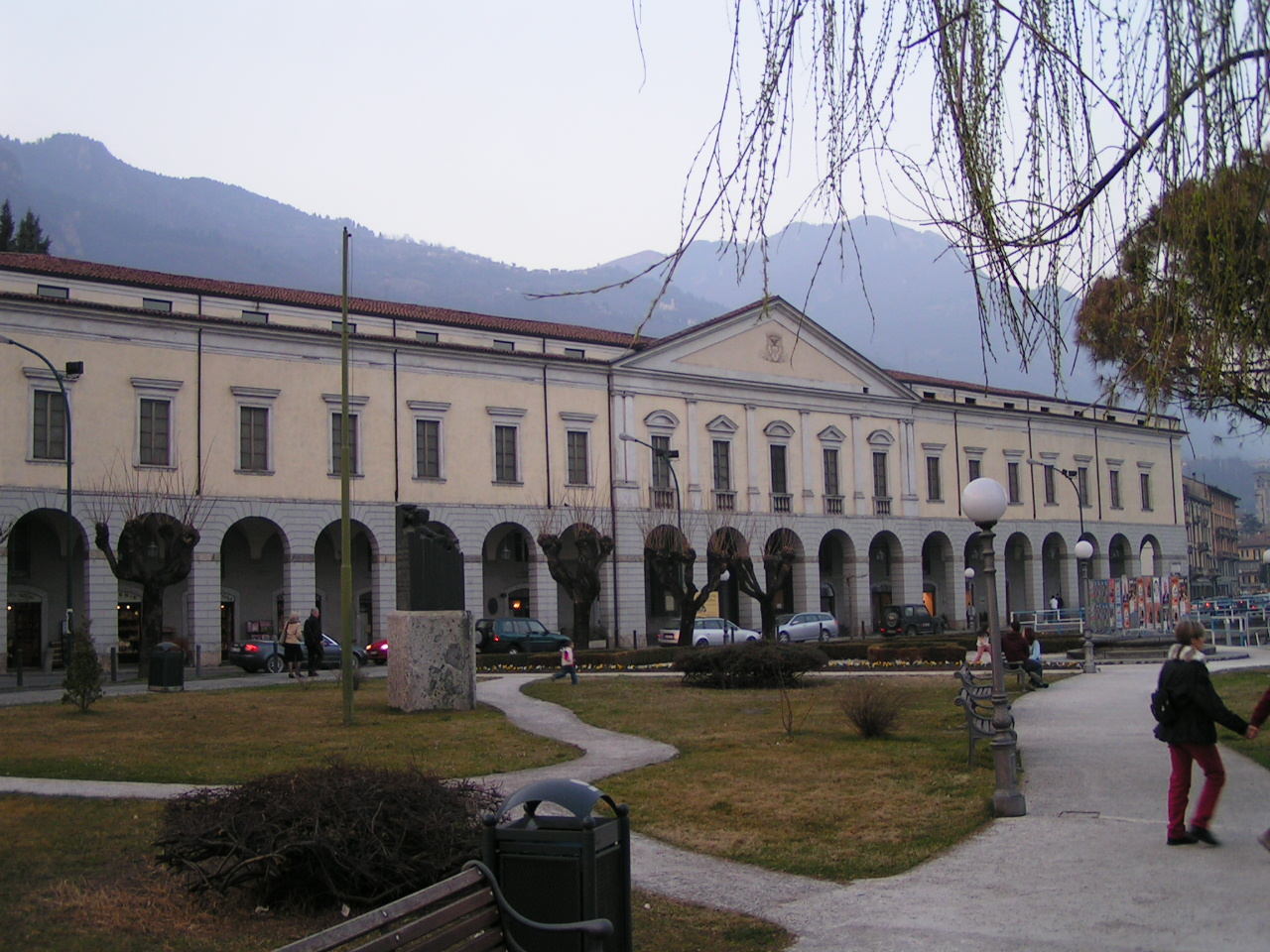
L'Accademia Tadini di Lovere.

Nell'architettura e nelle arti visive, il primo movimento in cui si individua un'aspirazione neoclassica è quello dello stile neo-attico nell'antichità che fu distinto dall'archeologo e storico dell'arte Friedrich Hauser nel 1889 nella sua pubblicazione La scultura neoattica (Die Neuattische reliefs). Hauser conia il termine "Neo-Attico" per identificare una reazione contro le stravaganze "barocche" dell'arte ellenistica.
Un'importanza sempre maggiore in questi anni viene assunta dal problema urbanistico, in relazione alla crescita delle città.
Anche l'architettura degli edifici di Napoli rifletté ampiamente l'influenza esercitata dalle scoperte archeologiche. L'esempio più conosciuto a tal proposito è la Basilica di San Francesco di Paola, considerata l'esempio italiano più importante di chiesa neoclassica.
Ogni "neo-classicismo" seleziona determinati modelli all'interno di una gamma di possibili "classici" e ignora tutti gli altri. Tra i Neoclassici del 1765-1830, in particolare gli scultori si rivolgevano a un ideale fidiaco, anche se in realtà le opere prodotte si avvicinano di più alle copie romane della scultura ellenistica, ignorando la scultura greca arcaica. Anche se le antiche pitture greche erano perdute, l'immaginazione dei neoclassicisti settecenteschi le riportarono in vita sia attraverso l'esempio della generazione di Raffaello, ispiratasi alle grottesche affrescate nella Domus Aurea di Nerone, sia con la riscoperta di Nicolas Poussin ed i contemporanei scavi di Pompei.
Il Neoclassicismo si diffuse in Francia grazie alla generazione di artisti che si recavano in Italia (a Napoli per esempio c'erano gli scavi di Pompei, molto apprezzata fu anche Ercolano) per studiare dal vero i reperti antichi, oltre alla pubblicazione di importanti scritti come la Storia dell'arte antica di Johann Joachim Winckelmann. Una seconda ondata neoclassica, più severa e contenuta, è associata all'apice dell'impero di Napoleone, che in particolare in Francia si manifestò con lo stile Luigi XVI, prima, e con lo stile Impero, poi. L'apice della pittura neoclassica è rappresentato da Jacques-Louis David e Jean Auguste Dominique Ingres; Joseph-Marie Vien, maestro di Jacques-Louis David, è considerato dai suoi contemporanei come il «padre del neoclassicismo francese», ancora quello del Vien è un neoclassicismo timido; nell'ambito della scultura si ricordano invece Antonio Canova, Luigi Acquisti e Bertel Thorvaldsen.
Anche nelle sue forme più decorative il Neoclassicismo ebbe un marcato significato politico: esso, come già precedentemente accennato, raggiunse l'apice durante l'età napoleonica soprattutto al tempo dell'Impero. Le memorie romane, il consolato, i simboli gloriosi delle aquile imperiali sui labari delle legioni, il titolo di Re di Roma attribuito da Napoleone al figlio, gli archi di trionfo innalzati in onore di Bonaparte, rappresentarono agli occhi della borghesia francese, ormai padrona dell'Europa, e lanciata in un'inarrestabile politica imperialistica, il segno della potenza e della gloria raggiunta dopo secoli di sottomissione. Tutto il repertorio mitologico classico fu ripreso da letterati ed artisti; i primi fecero rivivere personaggi ed episodi della vita contemporanea in chiave mitologica, mentre i secondi dipingevano e scolpivano Napoleone nelle vesti di Giove olimpico o di un celebre ed invitto eroe della Grecia classica.

### Copia e imitazione
Avvicinare l'arte alla natura per l'artista neoclassico non significa riprodurre la realtà in modo naturalistico (fedele nei particolari), ma estrarne l'essenza, l'atteggiamento psicologico e mentale tipico dell'artista dell'età classica.
Winckelmann, il maggior teorizzatore del Neoclassicismo, sosteneva che l'unico modo per divenire grandi e, se possibile, inimitabili, è di imitare gli antichi. Convinto che «il contrario del pensiero indipendente è la copia, non l’imitazione», egli non raccomandava di copiare fedelmente le figure antiche ed auspicava un ritorno allo spirito, non alla lettera della antichità.

### Gli esponenti principali
Giovan Battista Piranesi e Johann Joachim Winckelmann sono i maggiori esponenti in arte del Neoclassicismo, due importanti teorici, rispettivamente sostenitori dell'arte romana e greca. Entrambi privilegiano l'imitazione dell'arte alla sterile copia. Nelle vedute romane di Piranesi si nota maggiormente lo spirito della Roma antica.
I tesori scoperti ad Ercolano mostrarono che anche i più classici interni romani o le stanze romane di William Kent erano basati sulla struttura architettonica esterna del tempio e della basilica. Questo lo si può notare dalle dorature negli specchi dei frontoni delle finestre. In Italia, fra i più noti esponenti del Neoclassicismo figurativo compaiono anche: Antonio Canova, Luigi Acquisti e Cosimo Morelli per l'arte, per la poesia Ugo Foscolo, Giuseppe Parini, Vincenzo Monti, Vittorio Alfieri e Ludovico Savioli.

### Gli interni
Per quanto riguarda gli interni, il neoclassicismo scoprì il gusto per l'autentico arredamento classico, sulla scia delle scoperte effettuate a Pompei ed Ercolano, scavi iniziati verso la fine del decennio del 1740 ma la cui eco aveva raggiunto il grande pubblico solo nei decenni successivi, grazie anche alla pubblicazione dei primi lussuosi volumi (dal 1757 al 1792) della monumentale opera Le Antichità di Ercolano del Bayard.
Le illustrazioni mostravano come anche gli interni più classicheggianti di epoca barocca, o le più romane tra le stanze realizzate da William Kent fossero basate sullo stile architettonico degli esterni di basiliche e templi, il che si traduceva in: cornici delle finestre munite di frontone, specchi dalle cornici dorate e caminetti sormontati da simil-frontali come quelli dei templi, tutte cose che ora sembrano eccessivamente pompose e piuttosto assurde. Il nuovo stile cercò di ricreare invece un vocabolario architettonico autenticamente romano, servendosi di motivi decorativi più piatti e meno pesanti, come fregi scolpiti a bassorilievo o dipinti in monocromia come dei piccoli quadretti, che rappresentavano medaglioni, vasi, busti, bucrani o altri motivi appesi a nastri o rami d'alloro, con snelli arabeschi come sfondo, realizzati in rosso pompeiano o altre tinte pastello, oppure con colori che imitavano quello delle pietre naturali. Questa moda in Francia, chiamata "goût Grèc", fu inizialmente appannaggio dei cittadini di Parigi, ma non fu accettata a corte; solo quando il paffuto giovane Re salì al trono nel 1774 permise a sua moglie Maria Antonietta, seguace delle mode, di introdurre lo stile Luigi XVI nei palazzi reali, ma soprattutto nel suo Petit Trianon.
A partire dal 1800 l'apprezzamento per i modelli architettonici greci, diffusi per mezzo di stampe e incisioni, diede un nuovo impulso al movimento neoclassico, chiamato Revival greco. Il neoclassicismo continuò ad essere uno dei principali movimenti artistici per tutto il XIX secolo ed oltre — in costante contrapposizione con il Romanticismo e il movimento neogotico — anche se a partire dalla fine del XIX secolo è stato spesso considerato uno stile antimoderno o addirittura reazionario da importanti circoli di critici d'arte. Dalla metà del XIX secolo in avanti diverse città europee - in particolare San Pietroburgo e Monaco - furono sostanzialmente trasformate in veri musei dell'architettura neoclassica.
Nell'architettura statunitense, il neoclassicismo fu una delle espressioni del movimento dell'American Renaissance (1890-1917 circa); la sua ultima manifestazione si ebbe nell'Architettura Beaux-Arts, i cui ultimi grandi progetti pubblici furono il Lincoln Memorial (molto criticato all'epoca della costruzione), la National Gallery of Art di Washington e il Roosevelt memorial presso l'American museum of natural history di New York. Con queste opere lo stile si era già avviato verso il declino e il progetto di città monumentale ideato per Nuova Delhi da Sir Edwin Lutyens rappresentò il glorioso viale del tramonto del neoclassicismo: ben presto la seconda guerra mondiale distrusse tutte le illusioni.

### Influenza negli stili architettonici moderni
Nel frattempo, architetti modernisti moderati come Auguste Perret in Francia, mantennero i ritmi e le proporzioni dell'architettura colonnare persino nella costruzione di edifici industriali. Lì dove un colonnato sarebbe stato additato come reazionario, una serie di pannelli scanalati simili a pilastri sotto ad una fascia ornamentale ripetitiva apparivano come progressisti. Pablo Picasso fece alcuni esperimenti con motivi classicheggianti negli anni immediatamente successivi alla prima guerra mondiale e lo stile Art déco, che ebbe il suo picco con l'Exposition des Arts Décoratifs di Parigi nel 1925, spesso si ispirò a motivi neoclassici senza però mostrarlo in maniera evidente. Vari ne sono gli esempi: i severi e robusti cassettoni di Émile-Jacques Ruhlmann o di Sue et Mare, i vestiti alla moda drappeggiati a ricordare le linee greche, la danza artistica di Isadora Duncan, gli uffici postali e i tribunali statunitensi costruiti in stile Streamline Moderno non più tardi degli anni cinquanta. Temi di tipo neoclassico si possono trovare anche nella Smith Tower di Seattle.

## Neoclassicismo letterario
Il "neoclassicismo", in letteratura inglese, è associato con gli scrittori del primo XVIII secolo, tutte eredità di John Dryden di Milton.

Il maggiore dei poeti greco-latini a cui si ispirarono era Publio Virgilio Marone. I maggiori scrittori del periodo sono Daniel Defoe, Jonathan Swift, Alexander Pope.
In Francia, il neoclassicismo è il tipico del teatro di Jean Racine, con i suoi versi bilanciati, limitatezza nelle emozioni, rifinimento nell'espressione, senza eccessi, la sua consistenza artistica, così che il tono tragico non era compensato da momenti di realismo o humor (come in Shakespeare), e la sua aderenza formale alle "unità classiche" riprese dalla Poetica di Aristotele.
In Italia i più importanti esponenti della letteratura neoclassica furono Ludovico Savioli, Giuseppe Parini, Vincenzo Monti, Vittorio Alfieri e Ugo Foscolo.
Nel 1786, lo scrittore tedesco Goethe finì il suo periodo di Sturm und Drang con il suo Viaggio in Italia, le cui esperienze raccolte in volume nel 1817. In seguito, egli, come il suo collega Friedrich Schiller, emulò i temi e la sensibilità della tragedia greca in opere come Ifigenia in Tauride, le Elegie romane, e il Faust.

Tuttavia per quanto riguarda Goethe, e tutto il movimento dello Sturm und Drang, è necessario precisare che le caratteristiche principali e fondanti - la sregolatezza, il genio, la furia compositiva e l'apparente mancanza di freni - sono propri del Romanticismo europeo.

Temi neoclassici che dominano le opere del poeta tedesco Hölderlin.
Alla metà del XVIII secolo gli scavi archeologici ad Ercolano e Pompei e gli studi archeologici di Winckelmann determinarono la diffusione di stampe riproducenti monumenti, sculture e pitture ritrovate in quella occasione. Grazie all'opera di Winckelmann si affermò un gusto per l'antichità vista come modello di armonia di proporzioni e perfezione (Winckelmann definì l'arte greca come sublime esempio di "nobile semplicità e quieta grandezza"). Il modello neoclassico passò dalle arti figurative alla letteratura dove il gusto classicheggiante aveva imperato nella prima metà del secolo (basta pensare all'Accademia dell'Arcadia). Il poeta francese André Chénier scrisse che "sopra pensieri nuovi facciamo versi antichi". Viene affermato così il valore assoluto della Bellezza come supremo ideale dell'esistenza, e identificata nell'armonia mista alla grazia, espressa attraverso la serenità che nasce dal superamento delle passioni, l'equilibrio dei sentimenti, il rapporto preciso delle proporzioni. La patria ideale diventò la Grecia classica, sede di un comune patrimonio spirituale, terra sognata dove giungere per evadere da una realtà che spesso appariva deludente.

L'amore per le libere istituzioni repubblicane romane fu spesso richiamato alla memoria da pensatori e uomini politici avversi alle monarchie assolute. Il Neoclassicismo romano ebbe un carattere giacobino, esaltò in Francia come in Italia il senso della libertà.

## Novecento: neoclassicismo tra le guerre
Vi è stato nel XX secolo un intero movimento artistico denominato neoclassicismo. Esso includeva almeno la musica, la filosofia e la letteratura e si è sviluppato fra la fine della prima guerra mondiale e la fine della seconda. Vi è stato anche in questo periodo un "neoclassicimo semplificato" in architettura, che si è opposto al razionalismo. In Italia ciò è stato espresso dalle architetture di Marcello Piacentini.